# Wereldbeker schaatsen 2015/2016 - Wereldbeker 2
De Wereldbeker schaatsen 2015/2016 Wereldbeker 2 was de tweede wedstrijd van het Wereldbekerseizoen die van 20 tot en met 22 november 2015 plaatsvond op de Utah Olympic Oval in Salt Lake City, Verenigde Staten.
In dit 'schaatsweekend' werden niet minder dan zes wereldrecords verbeterd. Op vrijdag scherpte de Rus Pavel Koelizjnikov op de 500 meter zijn eigen tijd van 34,00 naar 33,98 seconde aan. Een dag later was het verrassend de Canadees Ted-Jan Bloemen die het wereldrecord 10.000 meter van Sven Kramer uit 2007 met meer dan vijf seconden verbeterde tot 12.36,30. De Amerikaanse vrouwen Heather Richardson-Bergsma en Brittany Bowe wisselden stuivertjes ten opzichte van een week eerder; op zaterdag verbeterde Richardson-Bergsma het wereldrecord van Bowe op de 1500 meter (1.51,59 werd 1.50,85), op zondag nam Bowe revanche door het wereldrecord van Richardson-Bergsma op de 1000 meter te pakken (1.12,51 werd 1.12,18). Verder waren er verbeteringen van de wereldrecords op de teamsprint voor mannen en vrouwen. Ook werden er vele nieuwe persoonlijke en nationale records neergezet, zoals Kjeld Nuis die op de 1500 meter het Nederlands record op 1.42,14 zette.

## Tijdschema
| Datum                | Tijd (MET) | Onderdeel                                                                                                |
| -------------------- | ---------- | --- |
| Vrijdag 20 november  | 21:00      | 5000 m vrouwen 1e 500 m vrouwen 1e 500 m mannen 1500 m mannen                                            |
| Zaterdag 21 november | 21:00      | 10.000 m mannen 2e 500 m vrouwen 1000 m mannen 1500 m vrouwen                                            |
| Zondag 22 november   | 21:00      | 1000 m vrouwen 2e 500 m mannen massastart vrouwen massastart mannen teamsprint vrouwen teamsprint mannen |

## Podia

### Mannen
| Wedstrijd  | Goud                                                      | Tijd        | Zilver                                                  | Tijd     | Brons                                                 | Tijd     |
| 1e 500 m   | Pavel Koelizjnikov Rusland                                | 33,98 WR    | Mitchell Whitmore Verenigde Staten                      | 34,19    | William Dutton Canada                                 | 34,35    |
| 2e 500 m   | Pavel Koelizjnikov Rusland                                | 34,13       | William Dutton Canada                                   | 34,34    | Laurent Dubreuil Canada                               | 34,36    |
| 1000 m     | Pavel Koelizjnikov Rusland                                | 1.06,70     | Kjeld Nuis Nederland                                    | 1.07,02  | Gerben Jorritsma Nederland                            | 1.07,23  |
| 1500 m     | Kjeld Nuis Nederland                                      | 1.42,14     | Joey Mantia Verenigde Staten                            | 1.42,45  | Shani Davis Verenigde Staten                          | 1.42,90  |
| 10.000 m   | Ted-Jan Bloemen Canada                                    | 12.36,30 WR | Sven Kramer Nederland                                   | 12.44,26 | Jorrit Bergsma Nederland                              | 12.53,99 |
| Massastart | Arjan Stroetinga Nederland                                | 7.19,76     | Fabio Francolini Italië                                 | 7.20,38  | Bart Swings België                                    | 7.20,51  |
| Teamsprint | Canada William Dutton Vincent De Haître Alexandre St-Jean | 1.17,75 WR  | Rusland Kirill Goloebev Aleksej Jesin Artjom Koeznetsov | 1.19,12  | Nederland Stefan Groothuis Hein Otterspeer Kai Verbij | 1.19.20  |

### Vrouwen
| Wedstrijd  | Goud                                        | Tijd       | Zilver                                                       | Tijd    | Brons                                       | Tijd    |
| 1e 500 m   | Zhang Hong China                            | 36,56      | Brittany Bowe Verenigde Staten                               | 37,03   | Heather Richardson-Bergsma Verenigde Staten | 37,13   |
| 2e 500 m   | Zhang Hong China                            | 36,82      | Lee Sang-hwa Zuid-Korea                                      | 36,83   | Brittany Bowe Verenigde Staten              | 37,08   |
| 1000 m     | Brittany Bowe Verenigde Staten              | 1.12,18 WR | Zhang Hong China                                             | 1.12,77 | Heather Richardson-Bergsma Verenigde Staten | 1.13,45 |
| 1500 m     | Heather Richardson-Bergsma Verenigde Staten | 1.50,85 WR | Brittany Bowe Verenigde Staten                               | 1.51,31 | Martina Sáblíková Tsjechië                  | 1.53,44 |
| 5000 m     | Martina Sáblíková Tsjechië                  | 6.47,42    | Natalja Voronina Rusland                                     | 6.53,16 | Ivanie Blondin Canada                       | 6.55,88 |
| Massastart | Irene Schouten Nederland                    | 8.27,19    | Ivanie Blondin Canada                                        | 8.27,45 | Misaki Oshigiri Japan                       | 8.27,82 |
| Teamsprint | China Li Qishi Yu Jing Zhang Hong           | 1.24,65 WR | Rusland Nadezjda Asejeva Olga Fatkoelina Jekaterina Sjichova | 1.26,07 | Japan Erina Kamiya Nao Kodaira Maki Tsuji   | 1.26,62 |